# 莫伊耶羅河
莫伊耶羅河是俄羅斯的河流，屬於科圖伊河的右支流，由克拉斯諾亞爾斯克邊疆區負責管轄，河道全長825公里，流域面積30,900平方公里，河水主要來自雨水和融雪，每年十月至翌年六月結冰。